# 西尾忠照
西尾 忠照（にしお ただてる）は、江戸時代前期の大名。忠昭とも。常陸国土浦藩2代藩主、駿河国田中藩初代藩主。横須賀藩西尾家3代。官位は従五位下・右京亮、丹後守。

## 略歴
慶長18年（1613年）、西尾忠永の長男として駿河国に生まれ、元和6年（1620年）の忠永死去に伴い、家督を相続し土浦藩主となる。元和6年（1620年）から元和7年（1621年）にかけ、日光東照宮参拝帰路の2代将軍徳川秀忠を迎えるにあたり、城の威容を整えるために東櫓、西櫓を築造した。慶安2年（1649年）2月11日、5000石を加増され、駿河国田中に転封した。承応3年（1654年）、死去。嫡子・忠成が遺領を継いだ。

## 官歴
- 寛永2年（1625年）11月…従五位下、右京亮
- 寛永7年（1630年）…丹後守

## 系譜
父母
- 西尾忠永（父）
- 西尾吉次の娘（母）

正室、継室
- 竹中重義の娘（正室）
- 松平伊昌の娘（継室）

子女
- 西尾忠成（長男）生母は継室
- 有馬忠頼正室、酒井忠世の養女